# Sampana

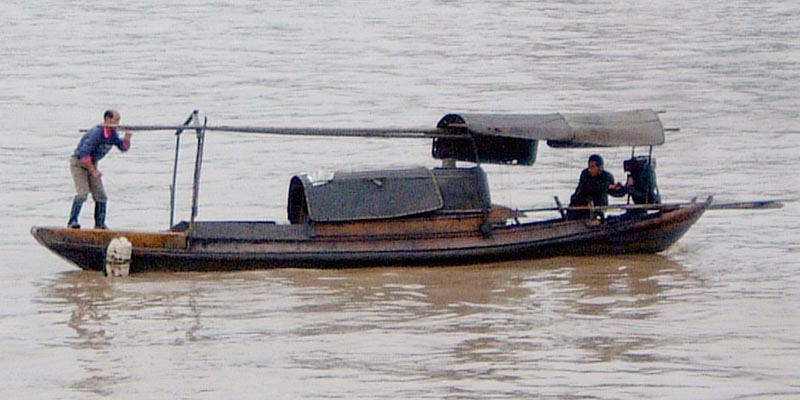
Sampana no rio Yangtze (Chang Jiang), China

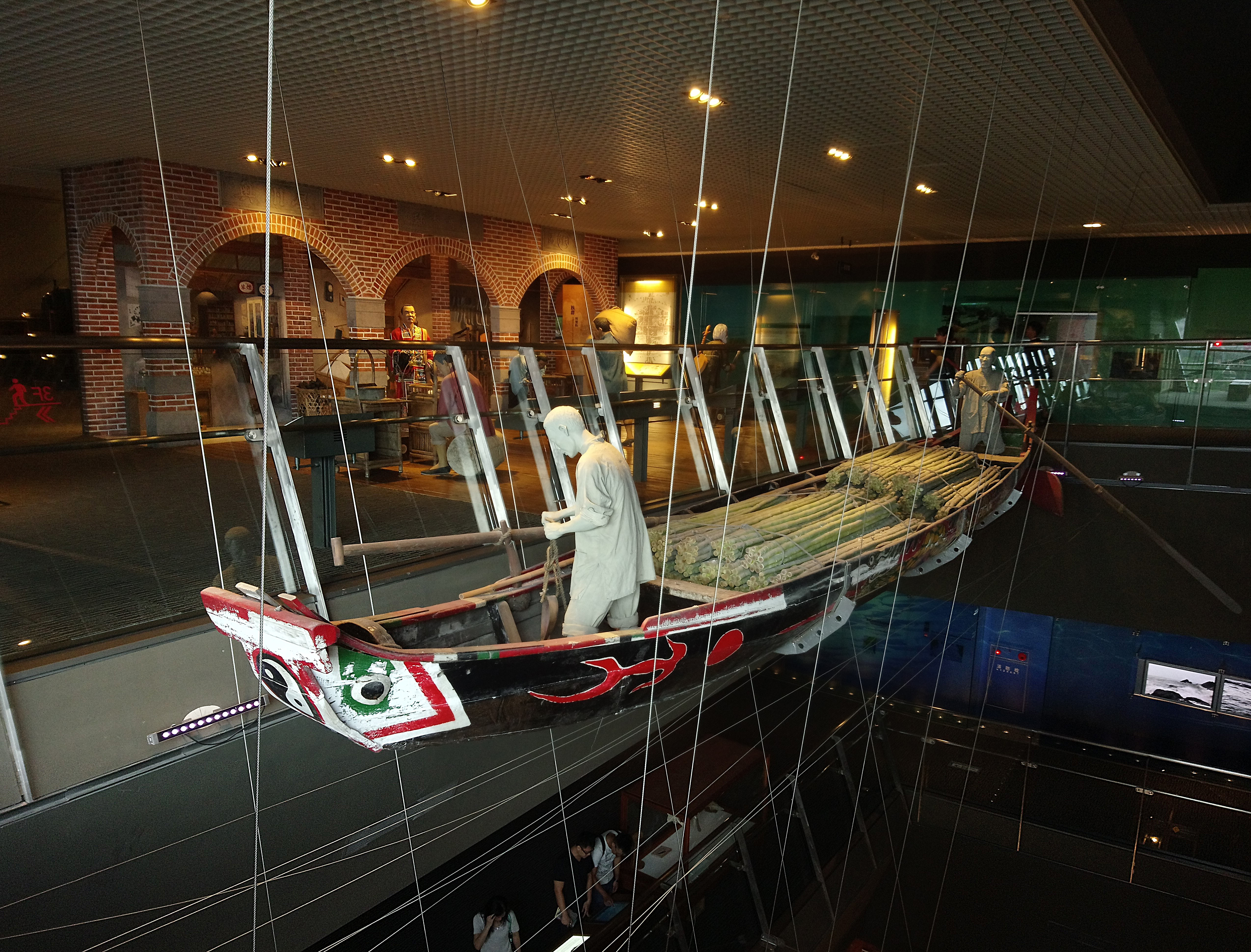
Modelo de sampana no Museu Lanyang

Uma sampana é um barco de madeira chinesa de fundo relativamente plano. Alguns sampanas incluem um pequeno abrigo a bordo e podem ser usados como habitação permanente em águas interiores. Sampanas são geralmente utilizados para o transporte em áreas costeiras ou rios e são frequentemente utilizados como barcos de pesca tradicionais . É incomum que uma sampana navegue para longe da terra, pois não tem meios para sobreviver ao mau tempo.
A palavra "sampana" vem do termo cantonês original para os barcos, sāan báan ( 三板  ), que significa literalmente "três tábuas". O nome se refere ao desenho do casco, que consiste de um fundo plano (feito de uma prancha) unido a dois lados (as outras duas tábuas). O projeto se assemelha rígidos ocidentais chine barcos como o scow ou punt .
Sampanas pode ser impelido por pólos, remos (particularmente uma única e longa parelhos remo chamado um yuloh ), ou podem ser equipadas com motores fora de borda.
Sampanas ainda estão em uso por residentes rurais do Sudeste Asiático, particularmente na Malásia, Indonésia, Bangladesh, Myanmar, Sri Lanka e Vietnã .

## Galeria de imagens

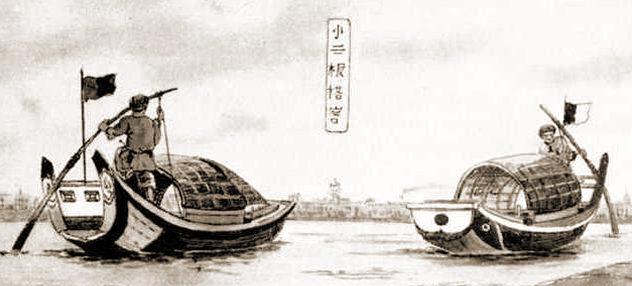
Tradicional, hongtou, (red-head), sampans, de, shanghai, china
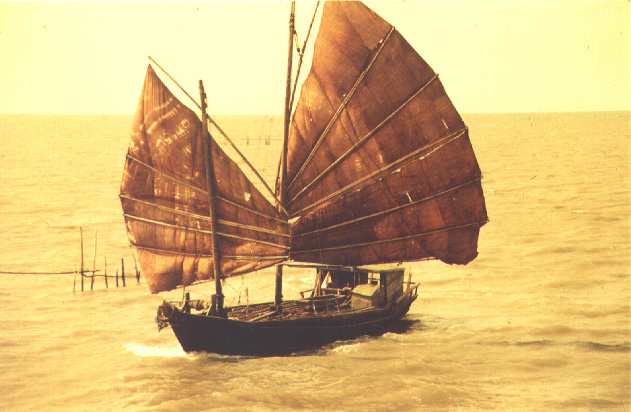
Uma sampana contemporânea volta da pesca, na costa norte de Java
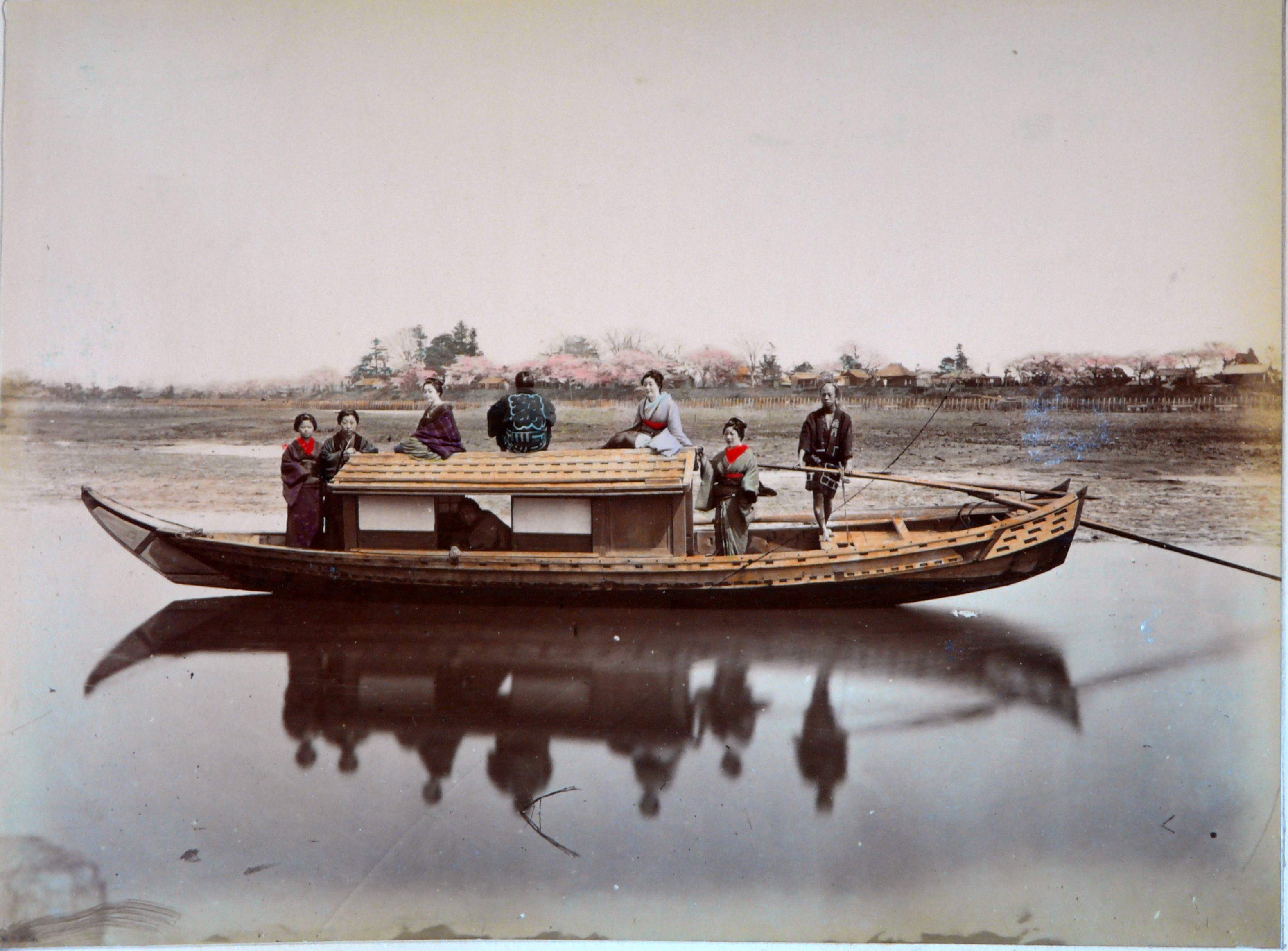
Barco de rio sampan-like japonês. Datado de antes de 1886
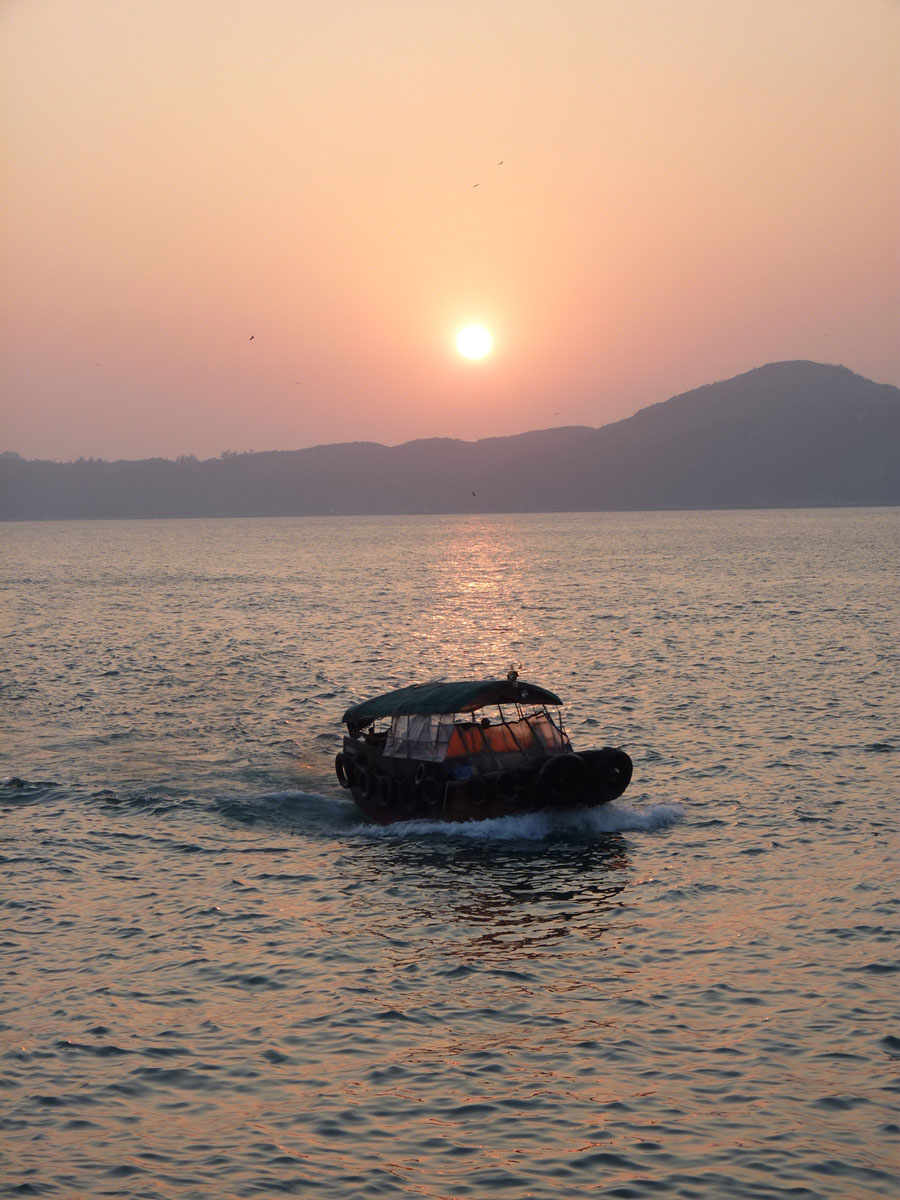
Sampana pequena ainda sendo usada para transporte de passageiros entre ilhas em Hong Kong
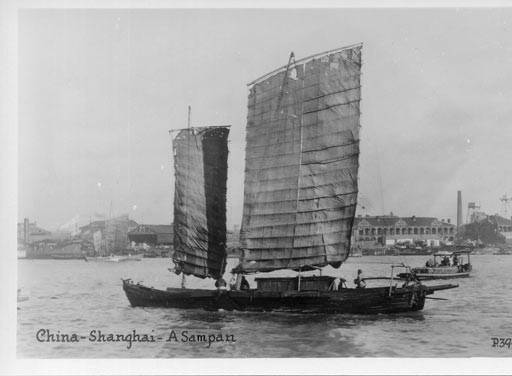
Uma sampana em Xangai, China